# Валверде (Сицилия)
Вижте пояснителната страница за други значения на Валверде.
Валвѐрде (на италиански: Valverde, на сицилиански Bedduvirdi, Бедувирди) е градче и община в Южна Италия, провинция Катания, автономен регион и остров Сицилия. Разположено е на 305 m надморска височина. Населението на общината е 7760 души (към 2010 г.).